# Сантьяго Вентура Бертомеу
Сантьяго Вентура Бертомеу (ісп. Santiago Ventura Bertomeu; нар. 5 січня 1980) — колишній іспанський тенісист.
Найвищу одиночну позицію світового рейтингу — 65 місце досяг 3 березня 2008, парну — 37 місце — 7 липня 2008 року.
Здобув 1 одиночний та 5 парних титулів.
Найвищим досягненням на турнірах Великого шолома був чвертьфінал в парному розряді.
Завершив кар'єру 2011 року.

## Фінали за кар'єру

### Одиночний розряд (1 перемога)
| Легенда                                     |
| ------------------------------------------- |
| Турніри Великого шолома (0–0)               |
| Фінали Світового туру ATP (0–0)             |
| Серія Мастерс 1000 Світового Туру ATP (0–0) |
| Серія 500 Світового туру ATP (0–0)          |
| Серія 250 Світового туру ATP (1–0)          |

| Фінали за покриттям |
| ------------------- |
| Тверде (0–0)        |
| Ґрунт (1–0)         |
| Трава (0–0)         |

| Фінали за типом корту |
| --------------------- |
| Відкритий (1–0)       |
| Закритий (0–0)        |

| Результат | В-П | Дата     | Турнір              | Рівень     | Покриття | Суперник        | Рахунок       |
| --------- | --- | -------- | ------------------- | ---------- | -------- | --------------- | ------------- |
| Перемога  | 1–0 | Тра 2004 | Касабланка, Марокко | Інтернешнл | Ґрунт    | Домінік Грбатий | 6–3, 1–6, 6–4 |

### Парний розряд (5–3)
| Легенда                                     |
| ------------------------------------------- |
| Турніри Великого шолома (0–0)               |
| Фінали Світового туру ATP (0–0)             |
| Серія Мастерс 1000 Світового Туру ATP (0–0) |
| Серія 500 Світового туру ATP (1–0)          |
| Серія 250 Світового туру ATP (4–3)          |

| Фінали за покриттям |
| ------------------- |
| Тверде (1–0)        |
| Ґрунт (4–3)         |
| Трава (0–0)         |

| Фінали за типом корту |
| --------------------- |
| Відкритий (5–3)       |
| Закритий (0–0)        |

| Результат | В-П | Дата     | Турнір                           | Рівень      | Покриття | Партнер            | Суперники                          | Рахунок           |
| --------- | --- | -------- | -------------------------------- | ----------- | -------- | ------------------ | ---------------------------------- | ----------------- |
| Перемога  | 1–0 | Лют 2005 | Вінья-дель-Мар, Чилі             | Інтернешнл  | Ґрунт    | Давид Феррер       | Гастон Етліс Мартін Родрігес       | 6–3, 6–4          |
| Перемога  | 2–0 | Лют 2005 | Abierto Mexicano TELCEL, Мексика | Інтер. Ґолд | Ґрунт    | Давид Феррер       | Їржі Ванек Томаш Зіб               | 4–6, 6–1, 6–4     |
| Поразка   | 2–1 | Лют 2008 | Коста-ду-Сауїпе, Бразилія        | Інтернешнл  | Ґрунт    | Альберт Монтаньєс  | Марсело Мело Андре Са              | 6–4, 2–6, [7–10]  |
| Перемога  | 3–1 | Тра 2008 | Касабланка, Марокко              | Інтернешнл  | Ґрунт    | Альберт Монтаньєс  | Джеймс Серретані Тодд Перрі        | 6–1, 6–2          |
| Поразка   | 3–2 | Лют 2009 | Буенос-Айрес, Аргентина          | Інтернешнл  | Ґрунт    | Ніколас Альмагро   | Марсель Гранольєрс Альберто Мартін | 3–6, 7–5, [8–10]  |
| Перемога  | 4–2 | Січ 2010 | Maharashtra Open, Індія          | Інтернешнл  | Тверде   | Марсель Гранольєрс | Лу Єн-Сун Янко Типсаревич          | 7–5, 6–2          |
| Перемога  | 5–2 | Тра 2010 | Мюнхен, Німеччина                | Інтернешнл  | Ґрунт    | Олівер Марах       | Ерік Буторак Міхаель Кольманн      | 5–7, 6–3, [16–14] |
| Поразка   | 5–3 | Вер 2010 | Бухарест, Румунія                | Інтернешнл  | Ґрунт    | Марсель Гранольєрс | Хуан Ігнасіо Чела Лукаш Кубот      | 6–2, 5–7, [13–11] |

## Фінали ATP Челленджер і ITF Ф'ючерс

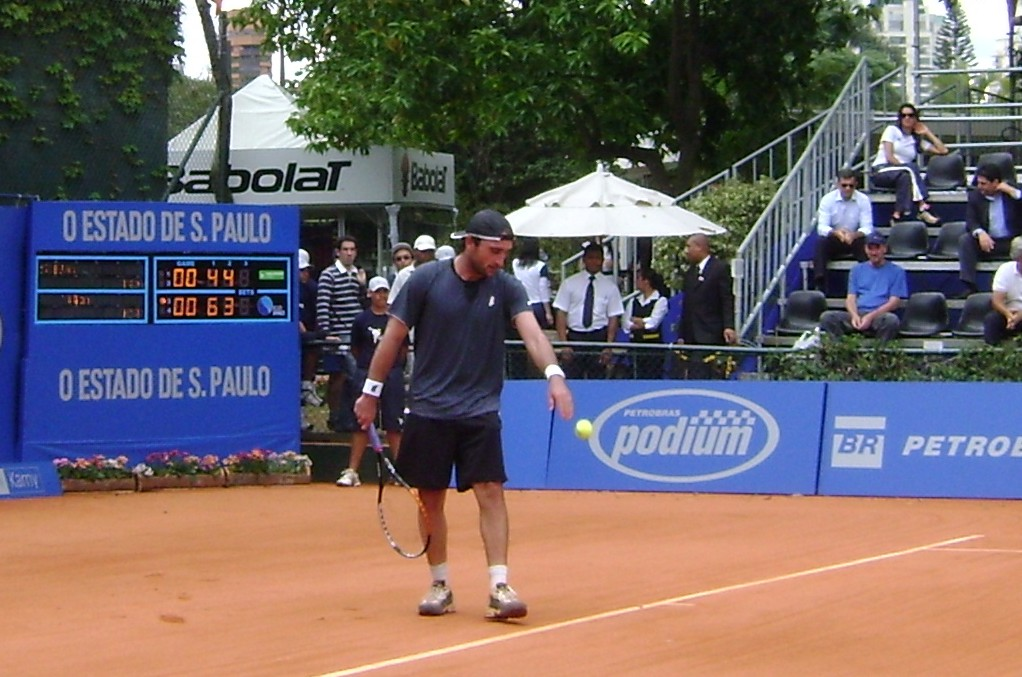
Ventura, at the São Paulo Challenger 2009

### Одиночний розряд: 22 (13–9)
| Легенда              |
| -------------------- |
| ATP Челленджер (4–8) |
| ITF Ф'ючерс (9–1)    |

| Фінали за покриттям |
| ------------------- |
| Тверде (2–0)        |
| Ґрунт (11–9)        |
| Трава (0–0)         |
| Килим (0–0)         |

| Результат | В-П  | Дата     | Турнір                  | Рівень     | Покриття | Суперник                 | Рахунок                 |
| --------- | ---- | -------- | ----------------------- | ---------- | -------- | ------------------------ | ----------------------- |
| Перемога  | 1–0  | Вер 2001 | Іспанія F9, Ов'єдо      | Ф'ючерс    | Ґрунт    | Адр'ян Кручат            | 6–2, 7–5                |
| Перемога  | 2–0  | Вер 2001 | Іспанія F10, Мадрид     | Ф'ючерс    | Тверде   | Люк Буржуа               | 7–5, 7–6(7–4)           |
| Перемога  | 3–0  | Чер 2002 | Марокко F2, Марракеш    | Ф'ючерс    | Ґрунт    | Майк Шайдвайлер          | 6–4, 6–4                |
| Перемога  | 4–0  | Чер 2002 | Марокко F3, Агадір      | Ф'ючерс    | Ґрунт    | Карім Маамун             | 7–5, 7–6(7–5)           |
| Перемога  | 5–0  | Чер 2003 | Іспанія F11, Лансароте  | Ф'ючерс    | Тверде   | Лямін Уахаб              | 7–6(7–2), 2–6, 7–6(7–4) |
| Перемога  | 6–0  | Сер 2003 | Іспанія F20, Сантандер  | Ф'ючерс    | Ґрунт    | Дієґо Іппердінгер        | 6–3, 4–6, 7–5           |
| Перемога  | 7–0  | Гру 2003 | Іспанія F29, Понтеведра | Ф'ючерс    | Ґрунт    | Хуан-Альберт Вілока-Пуїг | 6–2, 6–3                |
| Перемога  | 8–0  | Лют 2004 | Іспанія F3, Мурсія      | Ф'ючерс    | Ґрунт    | Марко Мірнеґґ            | 6–2, 6–2                |
| Поразка   | 8–1  | Кві 2004 | Італія F1, Фраскаті     | Ф'ючерс    | Ґрунт    | Даніеле Джорджині        | 6–7(4–7), 4–6           |
| Перемога  | 9–1  | Вер 2004 | Фройденштадт, Німеччина | Челленджер | Ґрунт    | Ян-Фруде Андерсен        | 6–3, 1–6, 6–3           |
| Поразка   | 9–2  | Жов 2004 | Барселона, Іспанія      | Челленджер | Ґрунт    | Оскар Ернандес           | 3–6, 6–3, 1–5 ret,      |
| Перемога  | 10–2 | Лют 2007 | Іспанія F5, Мурсія      | Ф'ючерс    | Ґрунт    | Хав'єр Хенаро-Мартінес   | 6–2, 5–7, 6–3           |
| Поразка   | 10–3 | Тра 2007 | Гран-Канарія, Іспанія   | Челленджер | Ґрунт    | Петер Лучак              | 7–6(8–6), 3–6, 5–7      |
| Перемога  | 11–3 | Чер 2007 | Мілан, Італія           | Челленджер | Ґрунт    | Віктор Генеску           | 6–3, 7–5                |
| Поразка   | 11–4 | Сер 2007 | Тімішоара, Румунія      | Челленджер | Ґрунт    | Віктор Генеску           | 6–7(2–7), 3–6           |
| Поразка   | 11–5 | Вер 2007 | Черкаси, Україна        | Челленджер | Ґрунт    | Борис Пашанскі           | 5–7, 6–7(7–9)           |
| Перемога  | 12–5 | Лис 2007 | Монтевідео, Уругвай     | Челленджер | Ґрунт    | Марсель Гранольєрс       | 4–6, 6–0, 6–4           |
| Поразка   | 12–6 | Чер 2008 | Сассуоло, Італія        | Челленджер | Ґрунт    | Фред Жіл                 | 2–6, 3–6                |
| Перемога  | 13–6 | Вер 2008 | Бухарест, Румунія       | Челленджер | Ґрунт    | Віктор Крівой            | 5–7, 6–4, 6–2           |
| Поразка   | 13–7 | Бер 2009 | Рабат, Марокко          | Челленджер | Ґрунт    | Лоран Рекундер           | 0–6, 2–6                |
| Поразка   | 13–8 | Бер 2009 | Барлетта, Італія        | Челленджер | Ґрунт    | Іво Мінарж               | 4–6, 3–6                |
| Поразка   | 13–9 | Тра 2010 | Загреб, Хорватія        | Челленджер | Ґрунт    | Юрій Щукін               | 3–6, 5–7                |

### Парний розряд: 55 (38–17)
| Легенда                |
| ---------------------- |
| ATP Челленджер (23–10) |
| ITF Ф'ючерс (15–7)     |

| Фінали за покриттям |
| ------------------- |
| Тверде (8–0)        |
| Ґрунт (30–17)       |
| Трава (0–0)         |
| Килим (0–0)         |

| Результат | В-П   | Дата     | Турнір                       | Рівень     | Покриття | Партнер                     | Суперники                                            | Рахунок                 |
| --------- | ----- | -------- | ---------------------------- | ---------- | -------- | --------------------------- | ---------------------------------------------------- | ----------------------- |
| Поразка   | 0–1   | Сер 1998 | Іспанія F4, Денія            | Ф'ючерс    | Ґрунт    | Хосе-Есекіель Лідо-Міко     | Педро Кановас-Гарсія Хуан Хінер                      | без гри                 |
| Перемога  | 1–1   | Лип 2000 | Іспанія F1, Аліканте         | Ф'ючерс    | Ґрунт    | Хав'єр Перес-Васкес         | Оскар Ернандес Маркос Рой-Хірарді                    | 7–6(7–5), 6–4           |
| Поразка   | 1–2   | Вер 2000 | Севілья, Іспанія             | Челленджер | Ґрунт    | Томмі Робредо               | Едуардо Ніколас Херман Пуентес-Альканьїс             | 3–6, 2–6                |
| Перемога  | 2–2   | Січ 2001 | Франція F3, Фешероль         | Ф'ючерс    | Ґрунт    | Марк Лопес Таррес           | Реля Дулич Фішер Нір Велгрін                         | 7–5, 7–6(7–4)           |
| Поразка   | 2–3   | Тра 2001 | Австрія F2, Тельфс           | Ф'ючерс    | Ґрунт    | Марк Форнель Местрес        | Александер Пея Томас Штренґберґер                    | 6–4, 3–6, 0–6           |
| Перемога  | 3–3   | Вер 2001 | Іспанія F8, Сантандер        | Ф'ючерс    | Ґрунт    | А-Х Мартін Арройо           | Габрієль Трухільйо Солер К. Рексач-Ітоїс             | 4–6, 6–3, 6–4           |
| Поразка   | 3–4   | Вер 2001 | Іспанія F9, Ов'єдо           | Ф'ючерс    | Ґрунт    | А-Х Мартін Арройо           | Габрієль Трухільйо Солер К. Рексач-Ітоїс             | 6–4, 6–1                |
| Поразка   | 3–5   | Вер 2001 | Севілья, Іспанія             | Челленджер | Ґрунт    | Марк Лопес Таррес           | Стефано Гальвані Вінченцо Сантопадре                 | 4–6, 4–6                |
| Перемога  | 4–5   | Січ 2002 | Франція F3, Фешероль         | Ф'ючерс    | Ґрунт    | Рубен Рамірес Ідальго       | Ян Вайнцірль Кшиштоф Квінта                          | без гри                 |
| Поразка   | 4–6   | Лип 2002 | Іспанія F5, Аліканте         | Ф'ючерс    | Ґрунт    | Іван Ескердо-Андреу         | Габрієль Трухільйо Солер Оскар Ернандес              | 3–6, 3–6                |
| Поразка   | 4–7   | Вер 2002 | Брашов, Румунія              | Челленджер | Ґрунт    | Рубен Рамірес Ідальго       | Крістофер Кас Герберт Вільчніґ                       | 7–5, 4–6, 5–7           |
| Перемога  | 5–7   | Гру 2002 | Іспанія F20, Гран-Канарія    | Ф'ючерс    | Ґрунт    | Іван Наварро                | Давід Марреро G. Rodriguez-Ruano                     | 6–3, 1–2 ret.           |
| Перемога  | 6–7   | Лют 2003 | Іспанія F1, Мурсія           | Ф'ючерс    | Тверде   | Сальвадор Наварро-Гутьєррес | Артемон Апосту-Ефремов Віталій Швець                 | 6–7(6–8), 6–2, 6–2      |
| Перемога  | 7–7   | Бер 2003 | Португалія F5, Фару          | Ф'ючерс    | Тверде   | Гільєрмо Гарсія-Лопес       | Елдер Лопіш Бернардо Мота                            | 7–6(7–4), 6–7(6–8), 6–4 |
| Перемога  | 8–7   | Лип 2003 | Іспанія F13, Аліканте        | Ф'ючерс    | Тверде   | Гільєрмо Гарсія-Лопес       | Франческо Альді Алессандро да Коль                   | 6–2, 7–5                |
| Перемога  | 9–7   | Вер 2003 | Іспанія F22, Мадрид          | Ф'ючерс    | Тверде   | Е. Карріль-Касо             | Джузеппе Менга Алессандро да Коль                    | 6–0, 3–6, 6–3           |
| Перемога  | 10–7  | Вер 2003 | Іспанія F23, Мадрид          | Ф'ючерс    | Тверде   | М-А Лопес-Хаен              | Мустафа Гусе Федеріко Торрезі                        | 7–5, 6–7(4–7), 6–2      |
| Перемога  | 11–7  | Вер 2003 | Іспанія F24, Мадрид          | Ф'ючерс    | Тверде   | Е. Карріль-Касо             | Едуарду Борер Марсіу Карлссон                        | 6–4, 7–6(7–5)           |
| Перемога  | 12–7  | Лис 2003 | Іспанія F28, Гран-Канарія    | Ф'ючерс    | Ґрунт    | Іван Наварро                | Лассі Кетола Йоганнес Аґер                           | 6–3, 6–3                |
| Поразка   | 12–8  | Гру 2003 | Іспанія F29, Понтеведра      | Ф'ючерс    | Ґрунт    | Іван Наварро                | Едуардо Ніколас Херман Пуентес-Альканьїс             | 4–6, 4–6                |
| Перемога  | 13–8  | Лют 2004 | Іспанія F3, Мурсія           | Ф'ючерс    | Ґрунт    | Іван Наварро                | Габрієль Трухільйо Солер Сальвадор Наварро-Гутьєррес | 7–6(7–3), 6–1           |
| Перемога  | 14–8  | Лют 2004 | Іспанія F4, Мурсія           | Ф'ючерс    | Ґрунт    | Іван Наварро                | Марк Форнель Местрес Сальвадор Наварро-Гутьєррес     | 6–4, 6–1                |
| Поразка   | 14–9  | Тра 2004 | Велика Британія F2, Единбург | Ф'ючерс    | Ґрунт    | Річард Брукс                | Ендрю Дерер Джозеф Сіріанні                          | без гри                 |
| Поразка   | 14–10 | Вер 2004 | Фройденштадт, Німеччина      | Челленджер | Ґрунт    | Сальвадор Наварро-Гутьєррес | Габріель Тріфу Александер Васке                      | 3–6, 7–6(7–5), 2–6      |
| Перемога  | 15–10 | Лис 2004 | Богота, Колумбія             | Челленджер | Ґрунт    | Серхіо Ройтман              | Річард Баркер Франк Мозер                            | 7–5, 6–4                |
| Поразка   | 15–11 | Гру 2004 | Аракажу, Бразилія            | Челленджер | Ґрунт    | Хуан Пабло Гусман           | Енцо Артоні Ігнасіо Гонсалес-Кінг                    | 4–6, 2–6                |
| Перемога  | 16–11 | Сер 2005 | Женева, Швейцарія            | Челленджер | Ґрунт    | Рубен Рамірес Ідальго       | Штефан Волі Роман Валент                             | 6–3, 7–5                |
| Поразка   | 16–12 | Лис 2005 | Буенос-Айрес, Аргентина      | Челленджер | Ґрунт    | Рубен Рамірес Ідальго       | Лукас Арнольд Кер Себастьян Прієто                   | 0–6, 4–6                |
| Перемога  | 17–12 | Бер 2006 | Барлетта, Італія             | Челленджер | Ґрунт    | Фернандо Вісенте            | Флавіо Чіполла Алессандро Мотті                      | 7–6(7–2), 4–6, [10–8]   |
| Поразка   | 17–13 | Вер 2006 | Таррагона, Іспанія           | Челленджер | Ґрунт    | Алекс Лопес Морон           | Г'юго Армандо Габрієль Трухільйо Солер               | 3–6, 6–7(3–7)           |
| Поразка   | 17–14 | Січ 2007 | Іспанія F2, Кальвія          | Ф'ючерс    | Ґрунт    | Х-А Санчес де Луна          | Давід Марреро М-А Лопес-Хаен                         | 5–7, 7–6(7–5), 6–7(6–8) |
| Перемога  | 18–14 | Січ 2007 | Іспанія F3, Майорка          | Ф'ючерс    | Тверде   | Педро Ріко Гарсія           | Педро Клар Педро Вільяр-Альмірон                     | 6–3, 6–4                |
| Перемога  | 19–14 | Лип 2007 | Кордова, Аргентина           | Челленджер | Тверде   | Фернандо Вісенте            | Пауль Капдевіль Леонардо Маєр                        | 6–4, 6–3                |
| Перемога  | 20–14 | Лип 2007 | Познань, Польща              | Челленджер | Ґрунт    | Марк Лопес Таррес           | Флавіо Чіполла Іво Клець                             | 6–2, 5–7, [10–3]        |
| Перемога  | 21–14 | Сер 2007 | Тімішоара, Румунія           | Челленджер | Ґрунт    | Марсель Гранольєрс          | Лазар Магдінчев Предраг Русевський                   | 6–1, 6–4                |
| Перемога  | 22–14 | Вер 2007 | Черкаси, Україна             | Челленджер | Ґрунт    | Даніель Муньйос де ла Нава  | Сергій Бубка Олександр Кудрявцев                     | 6–2, 7–6(7–4)           |
| Перемога  | 23–14 | Вер 2007 | Севілья, Іспанія             | Челленджер | Ґрунт    | Марсель Гранольєрс          | Х-А Санчес де Луна М. П. Пуїг Доменеч                | 6–3, 6–2                |
| Перемога  | 24–14 | Вер 2007 | Бухарест, Іспанія            | Челленджер | Ґрунт    | Марсель Гранольєрс          | Горія Текеу Флорін Мерджа                            | 6–2, 6–1                |
| Перемога  | 25–14 | Жов 2007 | Таррагона, Іспанія           | Челленджер | Ґрунт    | Марсель Гранольєрс          | Пабло Андухар Даніель Муньйос де ла Нава             | 6–4, 7–6(7–3)           |
| Поразка   | 25–15 | Жов 2007 | Богота, Колумбія             | Челленджер | Ґрунт    | Марсель Гранольєрс          | Томас Беллуччі Бруно Соарес                          | 4–6, 6–4, [9–11]        |
| Перемога  | 26–15 | Жов 2007 | Белу-Оризонті, Бразилія      | Челленджер | Ґрунт    | Марсель Гранольєрс          | Адріан Гарсія Леонардо Маєр                          | 6–3, 6–3                |
| Поразка   | 26–16 | Лис 2007 | Монтевідео, Уругвай          | Челленджер | Ґрунт    | Марсель Гранольєрс          | Пабло Куевас Луїс Орна                               | без гри                 |
| Перемога  | 27–16 | Вер 2008 | Бухарест, Румунія            | Челленджер | Ґрунт    | Рубен Рамірес Ідальго       | Андреа Арнабольді Максімо Гонсалес                   | 6–3, 5–7, [10–6]        |
| Перемога  | 28–16 | Бер 2009 | Рабат, Марокко               | Челленджер | Ґрунт    | Рубен Рамірес Ідальго       | Філіпп Маркс Міхаель Кольманн                        | 6–4, 7–6(7–5)           |
| Перемога  | 29–16 | Бер 2009 | Марракеш, Марокко            | Челленджер | Ґрунт    | Рубен Рамірес Ідальго       | Альберто Мартін Даніель Муньйос де ла Нава           | 6–3, 7–6(7–5)           |
| Перемога  | 30–16 | Бер 2009 | Барлетта, Італія             | Челленджер | Ґрунт    | Рубен Рамірес Ідальго       | Пабло Куевас Луїс Орна                               | 7–6(7–1), 6–2           |
| Перемога  | 31–16 | Чер 2009 | Фюрт, Німеччина              | Челленджер | Ґрунт    | Рубен Рамірес Ідальго       | Зімон Гройль Алессандро Мотті                        | 4–6, 6–1, [10–6]        |
| Перемога  | 32–16 | Чер 2009 | Кошиці, Словаччина           | Челленджер | Ґрунт    | Рубен Рамірес Ідальго       | Домінік Грбатий Мартін Кліжан                        | 6–2, 7–6(7–5)           |
| Перемога  | 33–16 | Жов 2009 | Асунсьйон, Парагвай          | Челленджер | Ґрунт    | Рубен Рамірес Ідальго       | Максімо Гонсалес Едуардо Шванк                       | 6–3, 7–6(7–3)           |
| Перемога  | 34–16 | Січ 2010 | Букараманга, Колумбія        | Челленджер | Ґрунт    | Пере Ріба                   | Марсело Демолінер Родрігу Гідолін                    | 6–2, 6–2                |
| Перемога  | 35–16 | Бер 2010 | Кальтаніссетта, Італія       | Челленджер | Ґрунт    | Давід Марреро               | Мартін Кліжан Володимир Ігнатик                      | 7–6(7–3), 6–4           |
| Перемога  | 36–16 | Бер 2010 | Барлетта, Італія             | Челленджер | Ґрунт    | Давід Марреро               | Даніеле Браччале Ілія Божоляк                        | 6–3, 6–3                |
| Поразка   | 36–17 | Тра 2010 | Загреб, Хорватія             | Челленджер | Ґрунт    | Рубен Рамірес Ідальго       | Андре Бегеманн Меттью Ебден                          | 6–7(5–7), 7–5, [3–10]   |
| Перемога  | 37–17 | Сер 2010 | Сан-Себастьян, Іспанія       | Челленджер | Ґрунт    | Давід Марреро               | Браян Баттістоун Андреас Сільєстрем                  | 6–4, 7–6(7–3)           |
| Перемога  | 38–17 | Вер 2010 | Севілья, Іспанія             | Челленджер | Ґрунт    | Даніель Муньйос де ла Нава  | Никола Чирич Гільєрмо Оласо                          | 6–2, 7–5                |